# Bohuš Jan Procházka
Bohuš Jan Procházka, křtěný Bohuš Jan (13. července 1898 Holoubkov – 15. ledna 1953) byl český malíř a kreslíř.

## Život
Narodil se v Holoubkově do rodiny přednosti C.k. staničního úřadu Josefa Procházky a jeho ženy Barbory roz. Barborové. V letech 1918–1925 studoval v Praze na malířské akademii u prof. V. Bukovace, M. Pirnera a V. Nechleby. Od roku 1933 byl členem Spolku výtvarných umělců Myslbek a rovněž byl členem Syndikátu výtvarných umělců československých a Spolku výtvarných umělců Mánes, se kterými rovněž často vystavoval. Od třicátých letech 20. století se věnoval především kresbě, ale rovněž se věnoval i krajinomalbě a s oblibou zachycoval motivy z Posázaví, Strakonicka, Písecka a Českomoravské vysočiny.

## Výstavy

### Kolektivní
- 1939 – Národ svým výtvarným umělcům, Praha

## Galerie

Na poli (olej na plátně fixovaném na kartonu)
Ráno v podhoří (olej na plátně fixovaném na kartonu)